# Iepersas

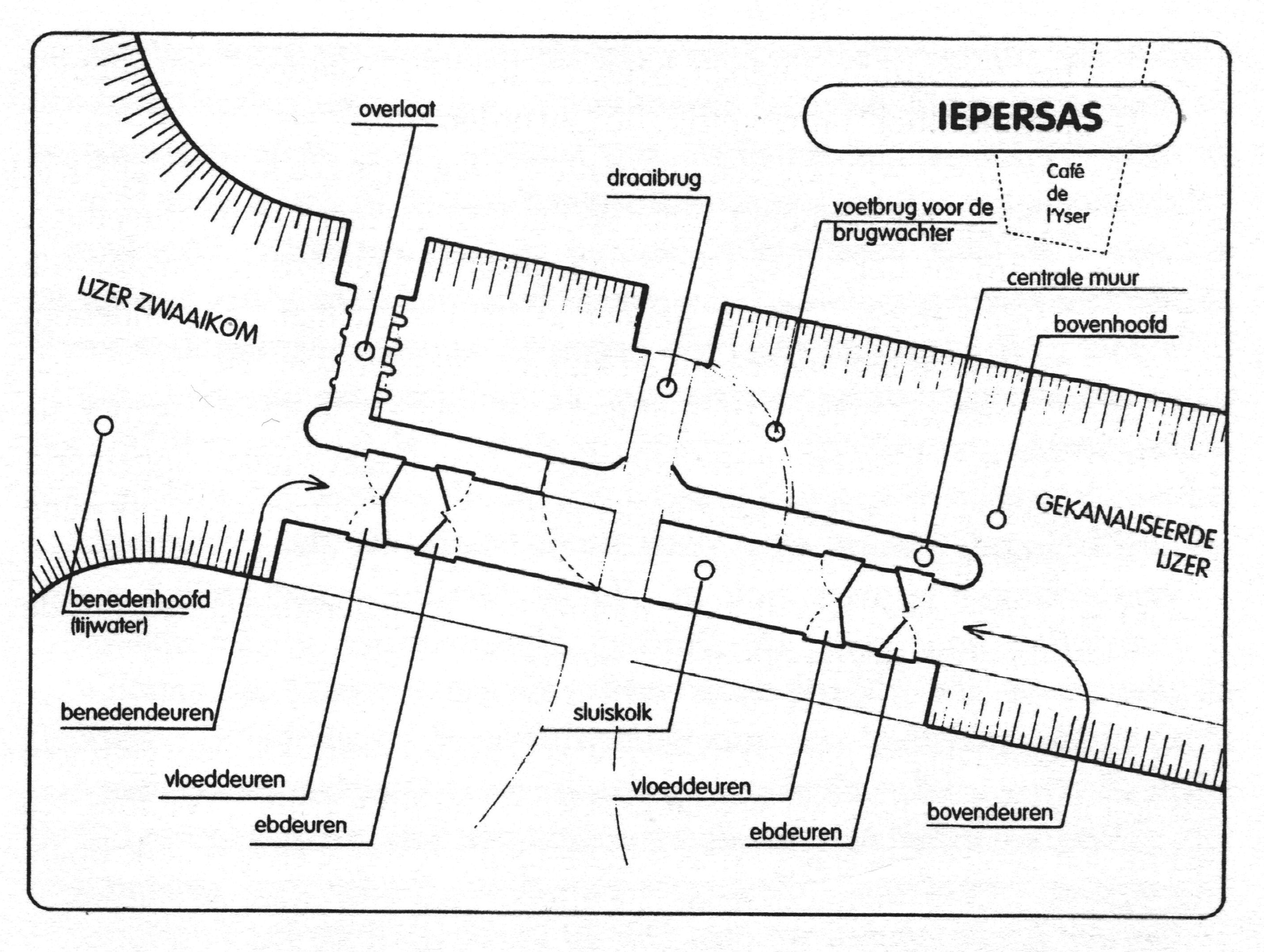
Schets van het Iepersas

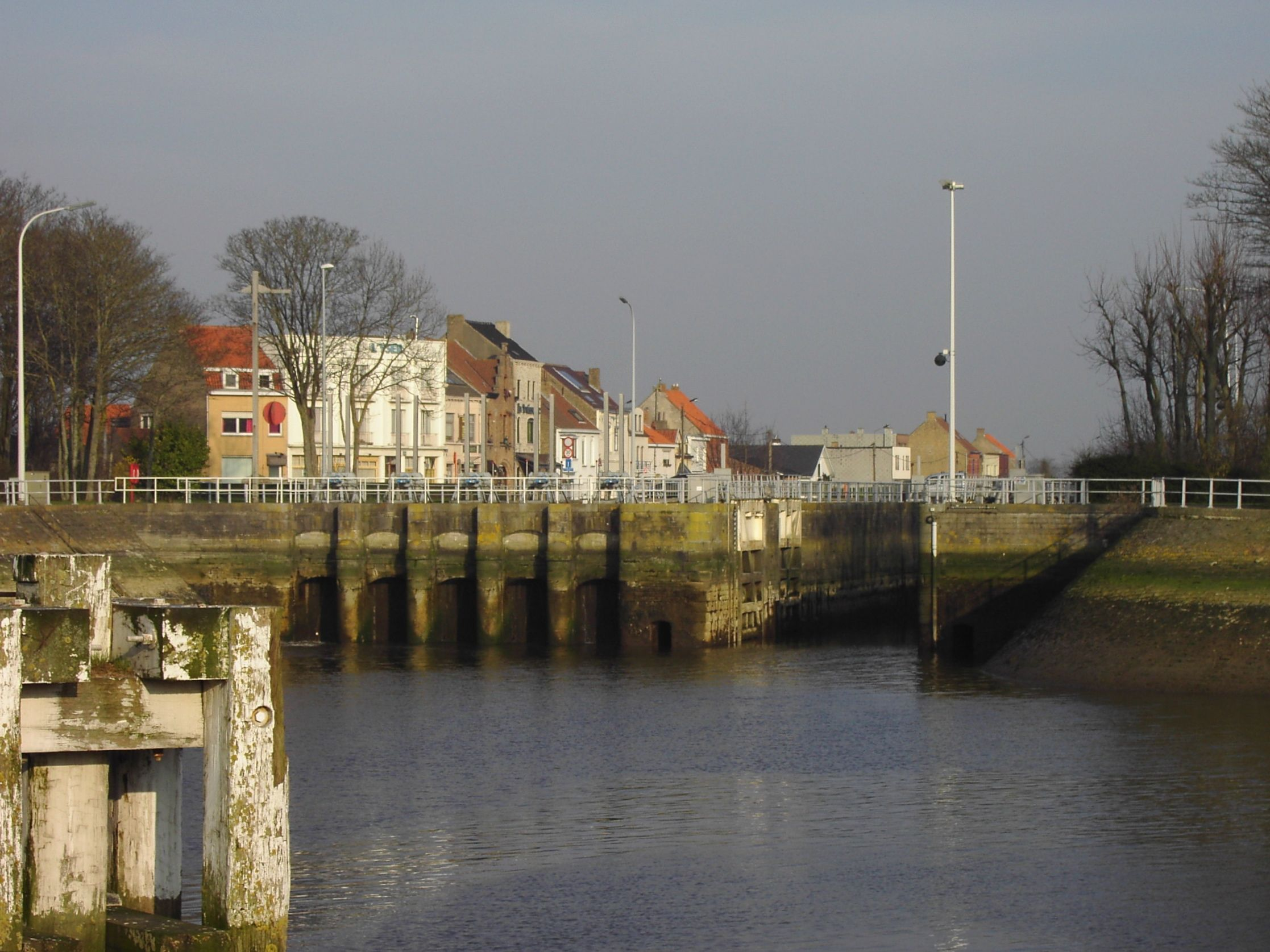
Het Iepersas gezien vanaf de zwaaikom

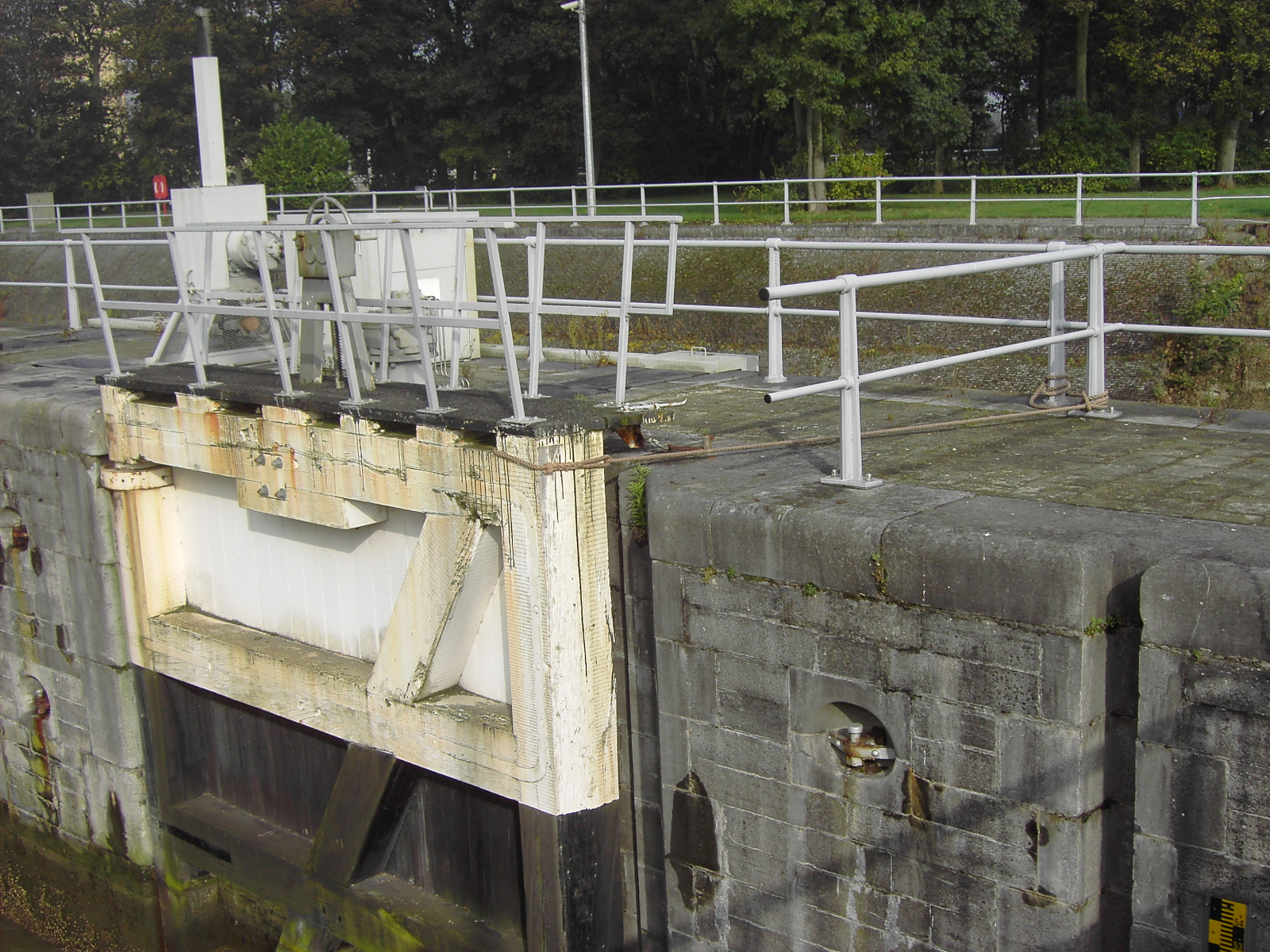
Verankerde ebdeur om te spuien

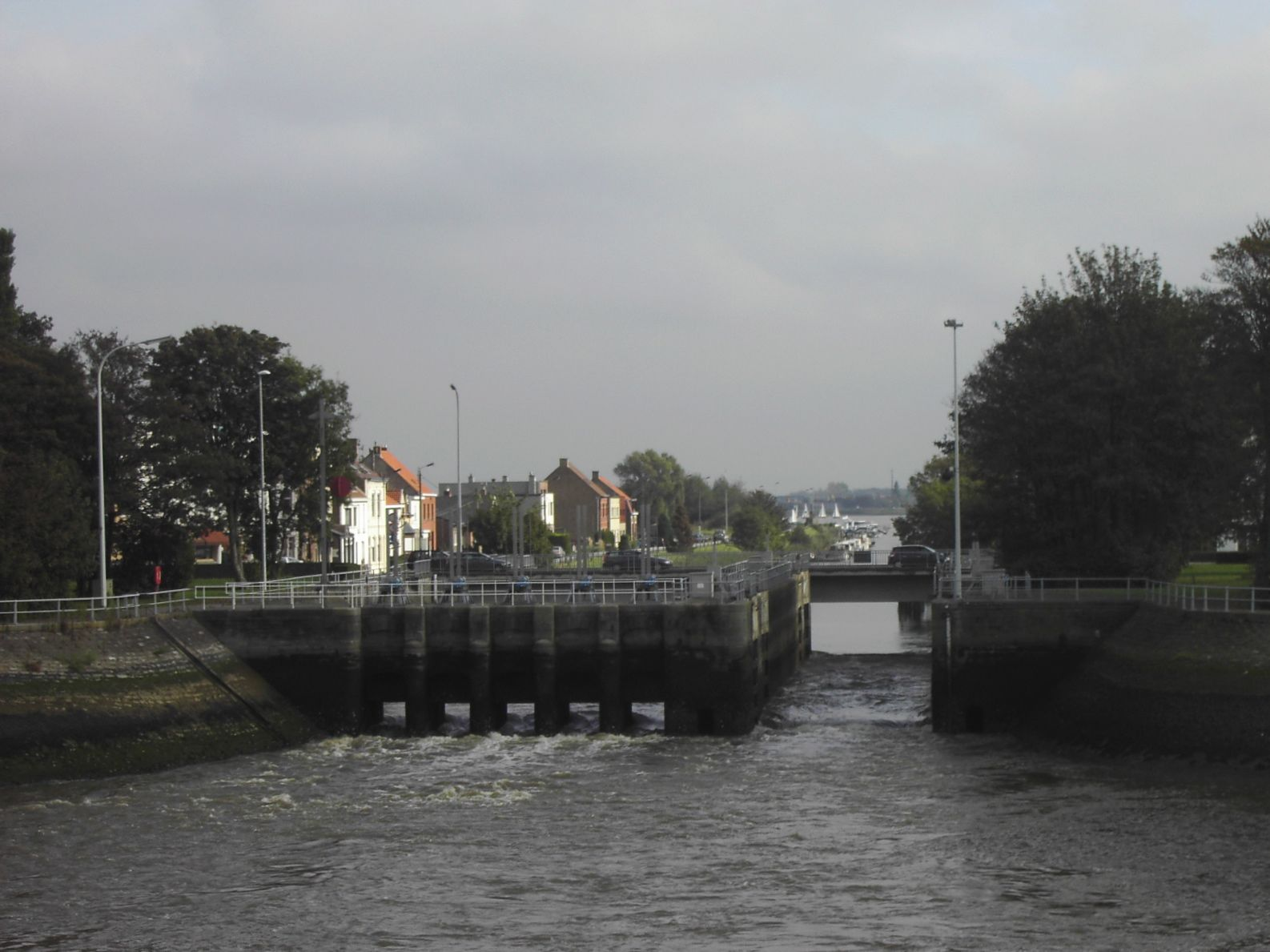
Spuien langs geopende verlaten en schutsluis

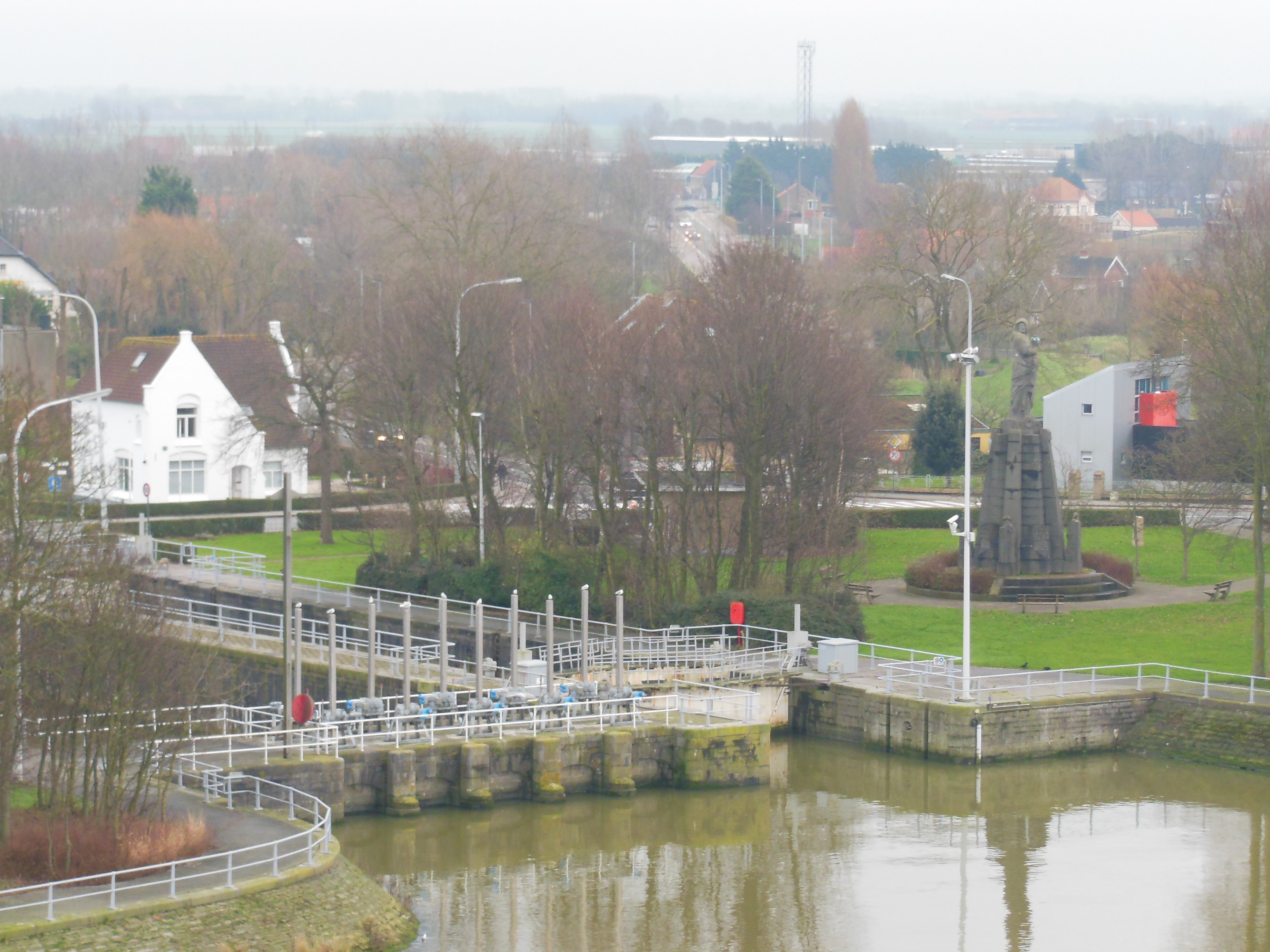
Panoramisch zicht op het Iepersas vanaf het Koning Albert I-monument

Het Iepersas is een kunstwerk op de IJzer, dat bestaat uit een combinatie van een sas of schutsluis (de Iepersluis) en een uitwateringssluis, spuisluis of overlaat. Het Iepersas is het derde kunstwerk op de Ganzepoot, komende van Nieuwpoort. Het sas werd gebouwd in 1877, is 8,50 meter breed en 45 meter lang. De uitwateringssluis heeft vijf doorstroomopeningen, elk 2,10 meter breed met dubbele hefdeuren.
Na de Eerste Wereldoorlog werd het Iepersas herbouwd, grotendeels zoals het er voor de oorlog uitzag.  Tegenwoordig wordt het Iepersas niet meer gebruikt als scheepvaartsluis, maar alleen maar om het niveau van de IJzer te controleren.
Het sas heet Iepersas, omdat het deel is van een ooit druk bevaren gekanaliseerde waterweg tussen Nieuwpoort, Diksmuide en Ieper. Deze waterweg bestaat uit de IJzer en het kanaal van Knokke naar Ieper dat deels de Ieperlee volgt.

## Beschrijving en werking Iepersas
Het Iepersas is gebouwd als een spiegelbeeld van het Veurnesas op twee verschillen na. De ebdeuren in het bovenhoofd beschikken over twee rinketten in plaats van één zoals bij het Veurnesas en het Iepersas heeft vijf doorstroomopeningen, in plaats van vier.
De brug in de weg, "Sluizen" geheten, oost van het Iepersas, is sedert 1988 een vaste brug die een doorvaart door de schutsluis belet. Het Iepersas wordt dus niet meer gebruikt als scheepvaartsluis. De verbinding Nieuwpoort-Diksmuide loopt nu via het Gravensas naar de Plassendalevaart en verder langs de Sint-Jorissluis naar de IJzer en omgekeerd.
Op de rechteroever van de IJzer, de straat "IJzer", staat het historisch "Café de l’Yser". De straat leidt naar de stuw van de Kreek van Nieuwendamme op de IJzer, de binnenhaven en het spaarbekken.
In tegenstelling tot de Brugsevaart heeft de gekanaliseerde IJzer naast een schutsluis ook verlaten, omdat hij een rol speelt in de waterhuishouding: stroomopwaarts van Diksmuide monden tal van beken uit in de IJzer.

## Tijdens deEerste Wereldoorlog
De dubbele hefdeuren van de doorstroomopeningen konden in een stalen portiek tot boven het sluisplatform opgehaald worden om onderhoud toe te laten. Boven op het platform stonden de tien tandwielkasten, bereikbaar via smalle en steile ijzeren trappen aan weerszijden van de sluis.
De weg heette "Vijfbruggenweg" en liep over het sas. De brug in de weg was een draaibrug die draaide in uurwijzerzin om ze open te zetten. Het lange stuk draaide stroomopwaarts. Het draaipunt van de brug was een afgeronde verdikking van de centrale muur aan de uitstroomkant. De centrale muur was daar ook lager om plaats te geven aan de draaiplaat en de onderkant van de brug. De weg op de dijk op de rechteroever van de IJzer, voor het “Café de l’Yser” was niet meer dan een karrenspoor.
Op 16 november 1914 werd op vraag van de Fransen langs de schutsluis en de verlaten van het Iepersas water gestoken om een inundatie te stellen langs de IJzer ten zuiden van Diksmuide. Dit werd vergemakkelijkt omdat daar geen dijk is op de rechteroever van de stroom. Tegelijk werd ook via de Handzamevaart een inundatie gesteld ten oosten van Diksmuide.
Dezelfde maand november werd oost van de Kruisdijk (nu Polderdijk genoemd) de Groot Noord Nieuwlandpolder geïnundeerd door water te steken in de IJzer en de dijk op de rechteroever door te steken.
Tijdens de oorlog werd het Iepersas ook gebruikt om bij laag water de deuren te openen en zo een plotse sterke stroming te veroorzaken teneinde de Duitse bruggetjes, de passerelles over de IJzer te vernielen. De Duitse troepen bezetten immers vooruitgeschoven stellingen ten zuiden van de IJzer.
Het Iepersas speelde ook een rol in de waterhuishouding na de inundatie. Een teveel aan water in de inundaties van de Blankaart en Fintele werd langs het Iepersas geloosd.
De Duitse artillerie bombardeerde het Iepersas, maar blijkbaar nooit met de bedoeling het te vernietigen. Volgens Commandant Thys hielden ze er aan de inundatie in stand te houden. In de loop van de oorlog moest voortdurend gewerkt worden om de beschadigde fundering van het sas te herstellen. Op 30 september 1918, kort voor hun aftocht op 17 oktober begon de Duitse zware artillerie aan de systematische totale vernieling van het sluizencomplex.